# Kuća nogometa u Osijeku
Kuća nogometa u Osijeku, športska zgrada u Osijeku. 
Zgrada je osječki dom Hrvatskog nogometnog saveza, Županijskog nogometnog saveza Osječko-baranjskog te Nogometnog središta Osijek. Važna je razvitak nogometa u ovom dijelu Hrvatske.
Prostire se na četiri etaže i više od 600 četvornih metara, a gradnju je sufinancirao Hrvatski nogometni savez. Na prvom i drugom katu su prostorije namijenjene Hrvatskom nogometnom savezu, županijskom nogometnom savezu i Nogometnom središtu Osijek, uključujući i multifunkcionalnu prostoriju namijenjenu zajedničkim sastancima. Potkrovlje je predviđeno za iznajmljivanje pravnim subjektima, kako bi se kroz taj prihod mogao održavati hladni pogon zgrade. U prizemlju zgrade planira se uređenje Muzeja nogometa, koji bi trebao biti dovršen tijekom 2020. godine.
Svečano je otvorena 6. prosinca 2019. godine. Svečanom su otvaranju, uz prvog dopredsjednika HNS-a i predsjednika ŽNS Osječko-baranjskog Ante Vučemilović-Šimunovića, prisustvovali izvršni direktor Marijan Kustić (sada predsjednik HNS), viši savjetnik predsjednika Zorislav Srebrić, dopredsjednici Tomislav Svetina i Ante Kulušić, članovi Izvršnog odbora Davor Ivić, Nenad Črnko, Drago Lucić i Josip Kuterovac i direktor Damir Vrbanović, kao i predsjednik Gradskog vijeća Grada Osijeka Željko Požega.